# جوناثان كين
جوناثان كين (بالإنجليزية: Jonathan Cain)‏ هو عازف لوحة المفاتيح وملحن وكاتب أغاني أمريكي، ولد في 26 فبراير 1950 في شيكاغو في الولايات المتحدة.

## وصلات خارجية
- الموقع الرسمي
- جوناثان كين على موقع IMDb (الإنجليزية)
- جوناثان كين على موقع ميوزك برينز (الإنجليزية)
- جوناثان كين على موقع أول ميوزيك (الإنجليزية)
- جوناثان كين على موقع ديسكوغز (الإنجليزية)
- جوناثان كين على موقع ديسكوغز (الإنجليزية)
- جوناثان كين على موقع ديسكوغز (الإنجليزية)
- جوناثان كين على موقع قاعدة بيانات الفيلم (الإنجليزية)